# Шварц, Аарон
Аа́рон Хи́ллел Шварц (более точно Суо́рц; англ. Aaron Hillel Swartz; 8 ноября 1986, Чикаго — 11 января 2013, Нью-Йорк) — американский интернет-активист, программист, писатель, хактивист. В возрасте 14 лет Шварц стал соавтором спецификации RSS 1.0 и состоял в рабочей группе RDF Консорциума Всемирной паутины под руководством Тима Бернерса-Ли. В 15 лет Шварц познакомился с ведущим теоретиком интернет-права Лоуренсом Лессигом, который пригласил его поучаствовать в разработке альтернативных лицензий авторского права Creative Commons. После окончания школы программист поступил в Стэнфордский университет, однако бросил учёбу в конце первого года ради разработки собственного стартапа Infogami в бизнес-инкубаторе Y Combinator, созданного предпринимателем Полом Грэмом. В 2005 году Infogami объединили с Reddit в фирму Not a Bug, которая впоследствии была продана Condé Nast.
Аарон Шварц активно выступал за принципы открытой науки и свободного интернета. В 2008 году он загрузил около 2,7 млн документов из PACER — электронной службы общего доступа к документам федерального суда США. Система взимала с пользователей 8 центов США за страницу. Вместе с другим активистом Карлом Маламудом Шварц стремился сделать доступ ко всем материалам открытым через публикацию документов в интернете. В 2009 году программист возглавил некоммерческую организацию Demand Progress, выступающую против законопроекта «О противодействии онлайновому пиратству» (SOPA). В сентябре 2010 года Шварц скачал 4,8 млн научных статей из онлайн-библиотеки JSTOR через аккаунт Массачусетского технологического института (MIT). В январе 2011 года программиста задержали, а затем федеральная прокуратура выдвинула против него обвинение по 13 пунктам, включая массовую кражу данных, повреждение компьютеров MIT и мошенничество с использованием электронных средств связи для получения финансовой выгоды. Максимальное наказание за выдвинутые обвинения составляло 35 лет тюремного заключения и штраф в 1 млн долларов.
11 января 2013 года Аарон Шварц покончил жизнь самоубийством в своей квартире в Бруклине. На момент смерти ему было 26 лет.
В июне 2013 года Шварц посмертно вошёл в Зал славы Интернета.

## Детство
Аарон Шварц родился 8 ноября 1986 года в Хайленд-Парке (штат Иллинойс) — небольшом пригороде в 23 милях к северу от Чикаго. Его отец, Роберт Шварц, руководил компанией-разработчиком программного обеспечения Mark Williams Company. Дед, Уильям Шварц, активно участвовал в кампании Пагуошского движения за разоружение. Мать Шварца, Сьюзан, была художником росписи по ткани и занималась вязанием. У Аарона было два младших брата — Ной и Бен.
Семья Шварца имеет еврейское происхождение. До шести-семи лет Аарон вместе с родителями были частью реформистской общины, однако впоследствии отец принял решение посещать синагогу Хабад-Любавич. Начиная с подросткового возраста, Шварц не посещал религиозные службы из-за своих атеистических взглядов.
Шварц обучался в школе для одарённых детей — North Shore Country Day School. Однако ему не нравилась учёба в средней школе, и после девятого класса он ушёл на домашнее обучение, иногда посещая курсы в Lake Forest College. Летом 2000 года, перед тем как перейти в 9 класс, он даже запустил блог под названием Schoolyard Subversion (Школьная подрывная деятельность), в котором рассуждал о том, что школьная программа North Shore Country Day School не даёт детям необходимые знания и не раскрывает их потенциал. В своём блоге Шварц критиковал систему организованного образования и обсуждал потенциальные пути её реформирования.
Шварц с детства был окружён компьютерами и рано начал разбираться в работе интернета и создании веб-сайтов. Уже в раннем возрасте он начал создавать сайты как про себя (aaronsw.com), так и про свою семью (swartzfam.com), а также занимался разработкой страницы для фан-клуба Звездных войн Chicago Force. Начиная с 14—15 лет Шварц активно участвовал в жизни интернет-сообщества и посещал международные тематические конференции.

## Деятельность

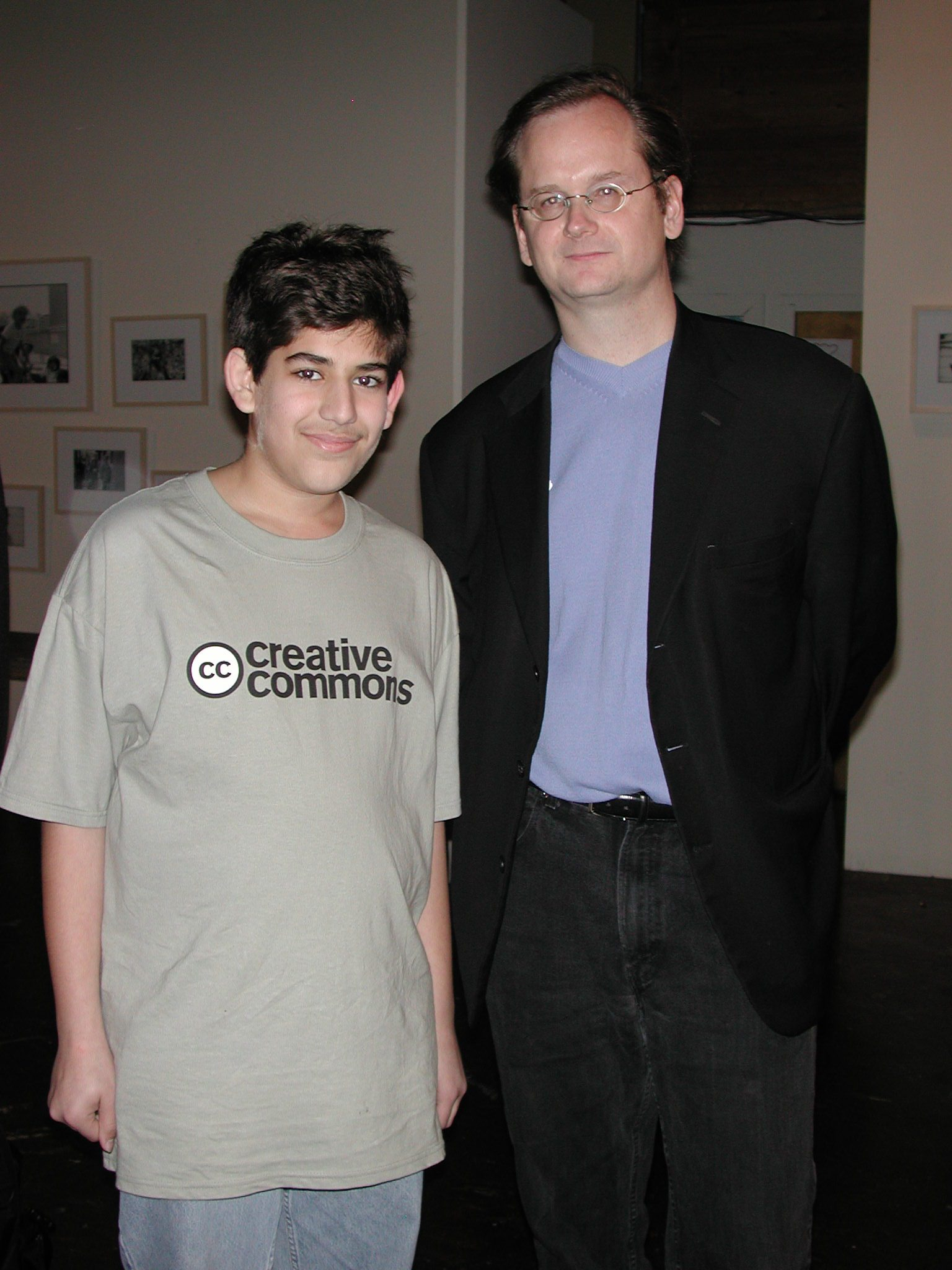
Аарон Шварц и Лоуренс Лессиг в 2002 году

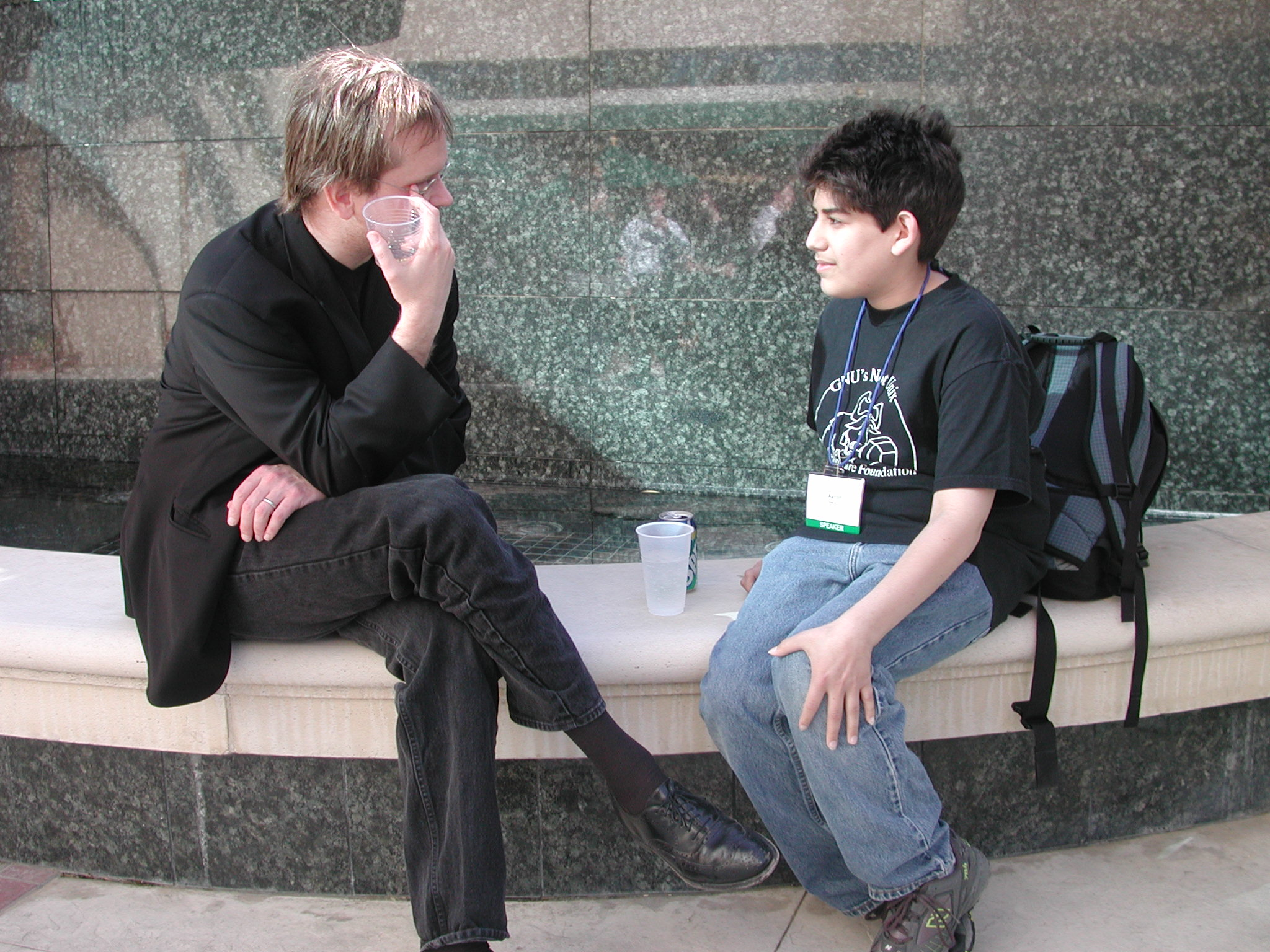
Лоуренс Лессиг и Аарон Шварц на вечеринке по случаю запуска Creative Commons, 2001

### RSS
В 1994 году Тим Бернерс-Ли создал Консорциум Всемирной паутины (W3C) — консультативную организацию, разрабатывающую и внедряющую технологические стандарты для Всемирной паутины. Первое время W3C действовал через рассылку новостей и общение участников по электронной почте по вопросам кодирования, стандартам и основе будущего интернета. Хотя списки в основном использовались учёными и профессиональными программистами, принять участие в них мог любой желающий. С 13 лет Шварц участвовал в обсуждениях W3C, а затем стал членом рабочей группы по созданию RSS — семейства XML-форматов, которые дают возможность сайтам создавать специальные потоки часто обновляемой информации, позволяющие пользователям собирать и читать обновления из различных источников. В 2000 году рабочая группа по RSS раскололась на две и Шварц присоединился к той, которая работала над RSS 1.0 — сводке сайта с применением инфраструктуры описания ресурсов, основанной на стандартах XML и RDF, разработанных W3C.

### Creative Commons
В возрасте 15 лет Шварц связался по электронной почте с Лоуренсом Лессигом — одним из ведущих теоретиков интернет-права. Лессиг привлёк Шварца к разработке альтернативных лицензий авторского права Creative Commons (CC). Сайт CC был запущен 16 декабря 2002 года и Шварца пригласили выступить на его открытии перед аудиторией в 600 человек, среди которых были такие интернет-знаменитости, как основатель сайта Крейгслист Крейг Ньюмарк. По воспоминаниям Лессига, появление 15-летнего Шварца, разъясняющего работу сайта и проект Creative Commons, вызвало ошеломляющий эффект среди посетителей.

### Infogami и Reddit
После окончания школы Шварц поступил в Стэнфордский университет, однако по его словам остался недоволен отсутствием надлежащей интеллектуальной атмосферы. Впоследствии он охарактеризовал Стэнфорд как «маленькую идиллическую школу в Калифорнии, где всегда светит солнце, а трава всегда зелёная, а дети всегда выходят загорать». В конце первого года обучения предприниматель и программист Пол Грэм пригласил Шварца присоединиться к бизнес-инкубатору Y Combinator и работать над собственным стартапом. Шварц согласился и переехал в Кембридж (штат Массачусетс) для работы над порталом Infogami, который позволял пользователям обмениваться информацией.
В 2005 году Пол Грэм предложил Шварцу объединить Infogami с похожим стартапом Reddit, который разрабатывали программисты Стив Хаффман, Алексис Оганян и Кристофер Слоу. Объединение проектов позволило решить проблему с отсутствием инвесторов для Infogami и одновременно наладить работу Reddit за счёт навыков программирования Шварца, который впоследствии перевёл сайт на язык Python. В результате слияния была создана фирма Not a Bug, а Шварцу был присвоен титул сооснователя Reddit. Благодаря совместной работе Шварца, портал Хаффмана и Оганяна в последующие годы стал одним из самых популярных в мире. В 2006 году журнальное издательство Condé Nast, владеющее Wired, выкупило Reddit за примерно 5 млн долларов США. После продажи офис Reddit перевели в Сан-Франциско, где располагался головной офис Wired Digital.
Через два месяца после переезда в Сан-Франциско Шварц отправился в Берлин, чтобы принять участие в Всемирном конгрессе хакеров. На обратном пути домой он остановился в Кембридже, где у него случилось обострение язвенного колита. В это же время Шварц опубликовал в своём блоге рассказ «Момент перед смертью», в котором главный герой по имени Аарон покончил жизнь самоубийством. Пост встревожил партнёров в Reddit, которые не слышали ничего от Шварца в течение нескольких недель. Алексис Оганян позвонил в местное отделение полиции, чтобы проверить, всё ли в порядке с Аароном, однако тот сбежал от полицейских через открытое окно. После этого инцидента Шварц отредактировал рассказ, изменив имя главного героя, и отрицал наличие любых мыслей о суициде. Согласно Шварцу, к этому времени он потерял интерес к офисной работе в Reddit и вскоре после этого покинул компанию.

## Активизм
После ухода из Reddit девятнадцатилетний Шварц стал активистом в борьбе за свободный интернет. Он также продолжил сотрудничество с Лессигом в других проектах, посвящённых изучению институциональной коррупции. Впоследствии он получил позицию в Гарвардском Центре этики Safra, которым руководил Лессиг.
В 2008 году Шварц принял активное участие в развитии проекта Tor2Web, нацеленного на расширение возможностей журналистов и правозащитников при доступе к функционалу служб Tor, а также для упрощения доступа к опубликованным в сетях Tor материалам из общедоступных сегментов Интернета. В этом же году он создал сайт Watchdog.net, целью которого был сбор и визуализация всех доступных сведений о политиках.

### PACER
В 21 год Аарон Шварц познакомился с Карлом Маламудом — популяризатором идей общественного достояния. Маламуд основал некоммерческую организацию Public.Resource.Org, занимающуюся борьбой с электронной службой общего доступа к документам федерального суда США под названием PACER. В то время PACER взимала восемь центов за страницу, что ежегодно приносило $150 млн дохода за счёт продажи незащищённых авторским правом материалов. Карл Маламуд выступал против платной системы, предлагал загрузить всю базу данных PACER и после разместить её на независимом сервере, который будет предоставлять те же материалы, но бесплатно. В 2008 году Маламуд собрал через фандрайзинг 600 000 долларов США, на которые он выкупил архив документов федеральных апелляционных судов за последние 50 лет и разместил их в открытый доступ.
В этом же году PACER запустили бесплатную пилотную программу, доступ к которой можно было получить только из 17 библиотек окружных судов. Маламуд призвал активистов пойти в эти библиотеки, загрузить файлы и бесплатно разместить их онлайн. Шварц увлёкся идеей Маламуда и написал код, предназначенный для обхода системы PACER. Шварц посетил библиотеку Апелляционного суда седьмого округа США в Чикаго и запустил небольшой Perl скрипт, который последовательно перебирал номера дел, запрашивая новый документ у PACER каждые три секунды, и загружая их в службу облачных серверов Amazon EC2. Шварц сумел загрузить около 20 % базы данных или 19 865 160 страниц текста (что составило около 2,7 млн документов), прежде чем его деятельность была обнаружена и ему заблокировали доступ. После инцидента суды свернули пилотную программу.
Действия Шварца расследовало Федеральное бюро расследований (ФБР). В рамках разбирательства было проведено наблюдение за домом родителей активиста, а также проведена беседа с агентом ФБР. Впоследствии Шварц подал запрос в рамках Закона о свободе информации и получил копии своего дела, после чего опубликовал их в своём блоге.

### Demand Progress

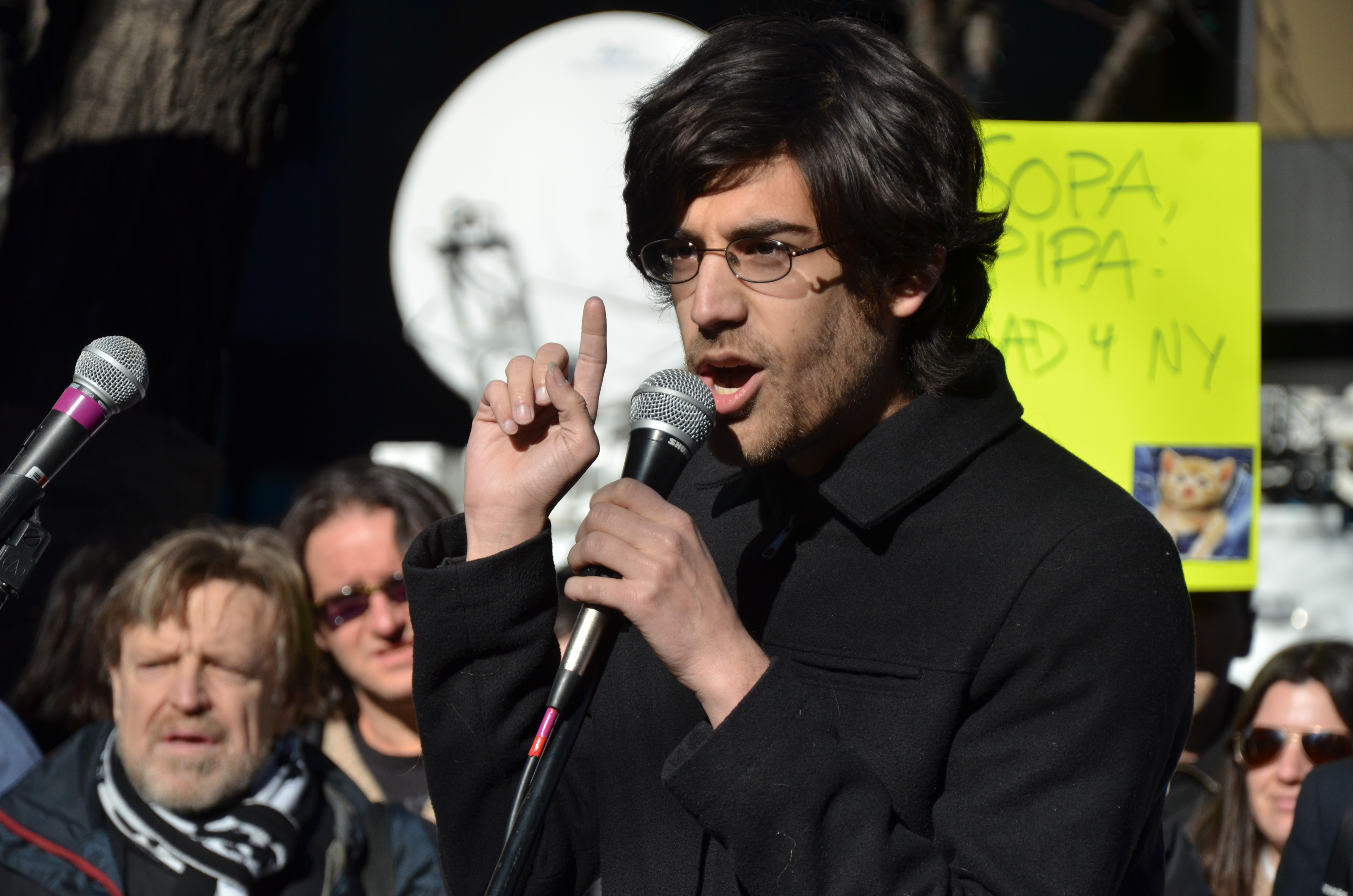
Аарон Шварц на одном из протестов против принятия SOPA, 2012

В 2009 году Шварц помог создать группу активистов под названием «Комитет кампании прогрессивных изменений», а летом 2010-го помогал молодому политику от партии демократов Дэвиду Сигалу баллотироваться в Конгресс Род-Айленда. После того, как Сигал проиграл праймериз, он вместе со Шварцем основали Demand Progress — некоммерческую организацию, выступающую против принятия законопроекта «О противодействии онлайновому пиратству» (SOPA). Проект был внесён в палату представителей США в октябре 2011 года и предполагал расширение возможностей американских правоохранительных органов и правообладателей в борьбе с нелегальным контентом. Demand Progress сыграла ключевую роль в борьбе против принятия SOPA. Шварц и его команда провели 2011 год повышая осведомлённость населения о проблемах с законодательством и потенциальном ужесточении цензуры. 18 января 2012 года рассмотрение SOPA было отложено на неопределённый срок.

### Википедия

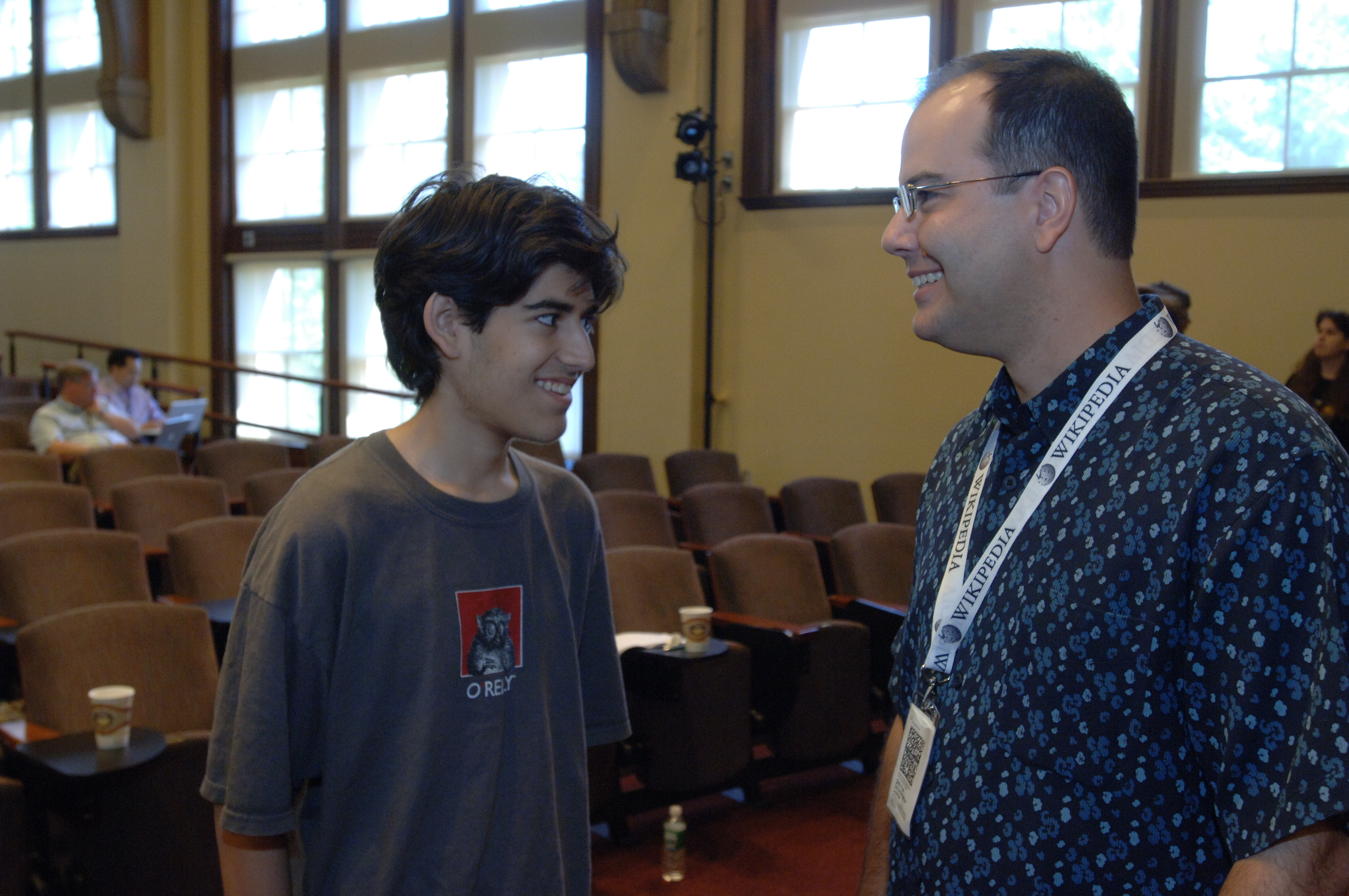
Аарон Шварц вместе с Брэдом Патриком на Викимании 2006 года

Одним из первых созданных Шварцем сайтов стал TheInfo Network — интернет-энциклопедия, которую могли писать и редактировать сами пользователи. За создание сайта 13-летний Шварц выиграл конкурс по созданию лучших некоммерческих образовательных ресурсов ArsDigita Prize. Награда составила 10 тысяч долларов США и возможность посетить Массачусетский технологический институт. Вскоре после этого Шварц узнал о существовании Википедии и начал активно участвовать в жизни энциклопедии, вскоре войдя в топ-1500 авторов портала (учётная запись AaronSw). В общей сложности он успел создать 199 англоязычных статей, в том числе: Апелляционный суд девятого округа США, Tom the Dancing Bug, Закон об ограничении ответственности авторских прав в интернете, Гражданские свободы в США. Шварц даже написал ряд эссе «Кто редактирует Википедию?», в которых он проанализировал правки различных редакторов и пришёл к выводу, что участники с наибольшим количеством правок добавили меньшее количества контента на проанализированную страницу. В это же время редакторы с меньшим количеством правок создали больше значимого контента. Его выводы, основанные на анализе истории редактирования нескольких произвольно выбранных статей, противоречили мнению соучредителя Википедии Джимми Уэйлса, который считал, что основная группа постоянных редакторов создает бо́льшую часть контента, в то время как тысячи других участников способствовали устранению ошибок. В 2006 году Шварц стал кандидатом в члены совета директоров фонда Викимедиа, управляющего «Википедией», однако его кандидатура не была утверждена.

## Партизанский открытый доступ
В 2008 году Шварц посетил конференцию Electronic Information for Libraries (EIFL). Эта организация занимается обеспечением доступа к цифровой информации людям в развивающихся странах. Активист был впечатлен масштабом существующего неравенства в доступе к научному знанию, и в этом же году он написал Партизанский манифест открытого доступа («Guerilla open access»). Манифест осуждал существующую модель академических публикаций, в которой научные знания спрятаны за ценовыми барьерами:

Информация — это сила. Но, как и в случае любой силы, есть те, кто хочет удержать её для себя. Все мировое научное и культурное наследие, опубликованное в течение веков в книгах и журналах, все больше и больше оцифровывается и «запирается» горсткой частных корпораций. Хочешь прочитать материалы, отражающие наиболее выдающиеся результаты науки? Тебе придётся переслать огромные суммы издателям, подобным Reed Elsevier.
Оригинальный текст (англ.)Information is power. But like all power, there are those who want to keep it for themselves. The world's entire scientific and cultural heritage, published over centuries in books and journals, is increasingly being digitized and locked up by a handful of private corporations. Want to read the papers featuring the most famous results of the sciences? You'll need to send enormous amounts to publishers like Reed Elsevier.

## Соединённые Штаты против Шварца
В сентябре 2010 года Шварц приобрёл ноутбук и подключил его к интернет-терминалу MIT, расположенному в здании № 16 на территории кампуса. Он зарегистрировался в сети со статусом гостя, под вымышленным именем «Gary Host» (в сокращённом варианте «ghost» или призрак) в сети MIT и запустил Python-скрипт, который автоматически загружал статьи из JSTOR — онлайн-библиотеки академических журналов, за доступ к которой университеты платят до десятков тысяч долларов США ежегодно. После обнаружения автоматического скачивания JSTOR заблокировала IP-адрес Шварца, однако программист неоднократно менял IP и MAC-адреса для обхода блокировок. Он также приобрёл второй ноутбук для ускорения процесса загрузки и подключил устройства напрямую к серверам MIT из закрытого служебного шкафа, расположенного в подсобке. К январю 2011 года Шварцу удалось загрузить из JSTOR 4,8 млн документов, что составило около 80 % всей коллекции онлайн-библиотеки. Активист планировал распространить скачанные материалы в интернете, однако 5 января он был задержан полицией, к которой обратились университетские спецслужбы после обнаружения ноутбуков в подсобке.
Несмотря на то, что действия Шварца привели к кратковременным перебоям в работе серверов JSTOR и блокировке библиотеки MIT на несколько дней, JSTOR и MIT заявили, что не заинтересованы в возбуждении уголовного или гражданского дела в отношении Шварца, после того как он вернул украденные данные на жёстком диске. На судебном разбирательстве настаивали федеральные обвинители, обвиняя активиста в массовой краже данных, повреждении компьютеров MIT и мошенничестве с использованием электронных средств связи для получения финансовой выгоды. Федеральный прокурор США Кармен Ортис оценила поступок Шварца как воровство «Воровство есть воровство — и неважно, что под рукой, командная строка или лом, и что воруют, документы, данные или доллары». Дело попало под федеральную юрисдикцию, потому что предполагаемые преступления были совершены через интернет, а серверы JSTOR находились в другом штате.
В июле 2011 года программисту были предъявлены обвинения в четырёх уголовных преступлениях, в том числе мошенничестве с использованием электронных средств связи, компьютерном мошенничестве, краже информации с компьютера и повреждении имущества. После суда Шварца отпустили под залог в 100 тысяч долларов. 12 сентября 2012 года прокуратура предъявила заменяющее обвинительное заключение по тринадцати пунктам обвинения. В новом заявлении были указаны конкретные даты для каждого противоправного действия, а максимальное наказание за преступления было увеличено до 50 лет тюремного заключения и штрафа в 1 миллион долларов.
В конце 2012 года федеральные прокуроры предложили Шварцу прекратить дело до судебного разбирательства при условии признания вины в 13 федеральных преступлениях. В таком случае срок лишения свободы составил бы около 6 месяцев. По заявлению ведущего адвоката Шварца, Эллиота Петерса, они отклонили сделку о признании вины и настаивали на дальнейшем проведении судебного разбирательства. Суд над Шварцем должен был начаться в феврале 2013 года.

## Смерть

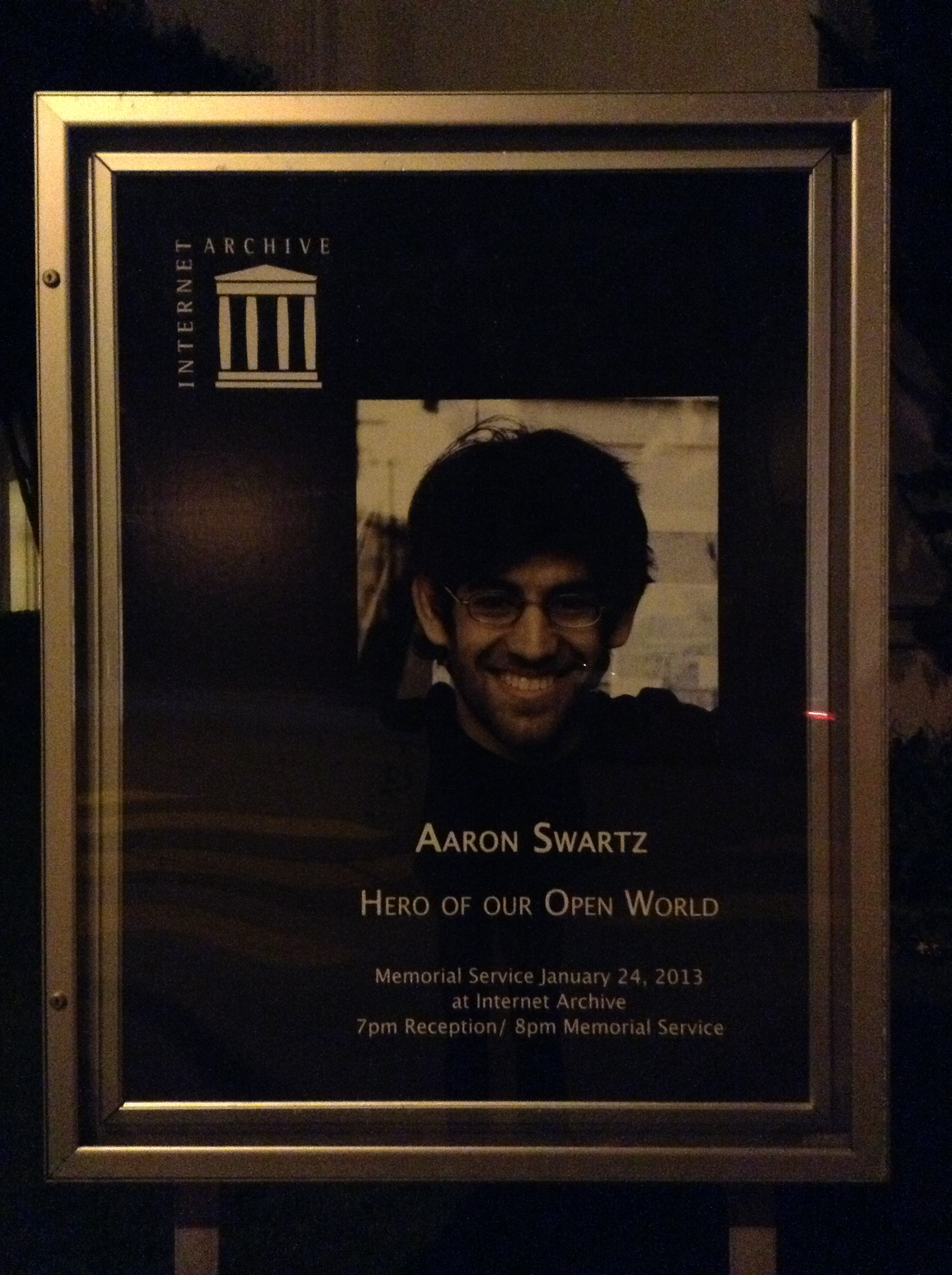
Мемориальная доска Аарону Шварцу в штаб-квартире Архива Интернета, Сан-Франциско, 24 января 2013 г

Мемориальное граффити Аарона Шварца от бруклинского художника BAMN

Аарон Шварц покончил с собой через повешение 11 января 2013 года, находясь в своей квартире в Бруклине. На момент смерти ему было 26 лет. Активист не оставил предсмертной записки, однако предположительной причиной его самоубийства считается депрессия, усугублённая федеральным преследованием и необходимостью вести затратное публичное разбирательство. Тело обнаружила его девушка Тарен Стинебрикнер-Кауфман. Похороны Шварца прошли в синагоге на Центральной авеню в Хайленд-Парке. На церемонии присутствовали семья, друзья и близкие коллеги активиста.
5 февраля сотни людей собрались рядом с Капитолием, чтобы почтить память Шварца. Мероприятие было посвящено критике федеральной системы уголовного правосудия и одновременно служило в качестве поминальной службы, на которой присутствовали высокопоставленные законодатели, учёные и активисты, возмущённые судебным преследованием Шварца.

## Личная жизнь
С 2007 по 2011 год Аарон находился в отношениях с журналисткой Квинн Нортон. По её признанию, после расставания они остались лучшими друзьями и продолжали регулярно общаться. Нортон активно поддерживала Шварца во время судебного процесса, несмотря на то, что следствие оказывало на неё сильное давление, с целью заставить предоставить всю историю переписки с активистом. Из-за этого Нортон испытывала психологические проблемы, также обусловленные страхом за дочь от первого брака Аиду.
Летом 2011 года Шварц начал встречаться с активисткой Тарен Стинебрикнер-Кауфман, с которой состоял в отношениях вплоть до своей смерти в 2013 году.

## Влияние

### Открытый доступ
В первые дни после смерти активиста научное сообщество запустило акцию под хэштегом #pdftribute — исследователи со всего мира публиковали в Twitter и Facebook ссылки для скачивания своих статей в формате PDF. Смерть Шварца вызвала многочисленные обсуждения необходимости внедрения принципов открытой науки, и, в частности, открытого доступа, к научным публикациям. Активист стал символом борьбы за открытый доступ. Впоследствии его деятельность стали сравнивать с Александрой Элбакян, создавшей интернет-ресурс Sci-Hub, предоставляющий бесплатный доступ к миллионам научных работ.
Организации Think Computer Foundation и Center for Information Technology Policy Принстонского университета объявили о присуждении стипендий имени Аарона Шварца. С 2009 года группа исследователей из Принстона работала над системой RECAP, позволяющей гражданам повторно собирать публичные судебные записи из официальной базы данных PACER. RECAP позволяет пользователям легко делиться записями, которые они покупают, и свободно получать доступ к документам, которые уже были куплены другими. После смерти Шварца Think Computer Foundation объявили, что будут выдавать именные гранты Шварца на сумму 5000 долларов исследователям, планирующим работать над улучшением и расширением RECAP.
В марте 2013 года Шварц получил посмертную награду James Madison Award Американской библиотечной ассоциации за свою деятельность по продвижению свободного доступа к исследованиям, финансируемым налогоплательщиками США.

### Реакция конгресса
После смерти Аарона Шварца, конгрессвумен-демократ от Калифорнии Зои Лофгрен разработала законопроект под названием «Закон Аарона», который исключает нарушения условий обслуживания из Закона о компьютерном мошенничестве и злоупотреблениях и из закона о мошенничестве с использованием электронных средств связи. Согласно Лофгрен, правительство США смогло выдвинуть Аарону несоразмерные обвинения из-за отсутствия чётких формулировок и существующей неопределённости в этих законодательных актах. В конце января 2013 года, конгрессмен-республиканец Даррелл Исса начал расследование уголовного преследования Шварца Министерством юстиции.

### Реакция общественности
Новость о смерти Шварца вышла в тренды Твиттера в Бангалоре, а фреска с его изображением была нарисована в Бруклине, на стене над картиной Брэдли Мэннинга. Его друзья создали веб-сайт Remember Aaron Swartz, и люди писали на нем со всего мира — из Германии, Бангладеш, Бразилии, Франции, Индии, Китая, Филиппин, Венесуэлы, Нидерландов, Испании, Ирландии, Австралии, Португалии.
В память об Аароне Шварце «Анонимус» взломали сайт MIT и разместили на главной странице требования тщательного расследования обстоятельств его смерти. Впоследствии группа провела пикеты в память о программисте перед зданием министерства юстиции США в Вашингтоне и зданием федерального суда Джона Моакли в Бостоне. Помимо этого, активисты также взломали официальный сайт Комиссии США по исполнению наказаний и угрожали опубликовать найденную на сайте информацию. В годовщину со дня смерти «Анонимус» объявили 11 января днём памяти Аарона Шварца и устроили повторный «этический дефейс» сайта MIT, заменив логотип университета и добавив надпись «REMEMBER THE DAY WE FIGHT BACK REMEMBER WE NEVER FORGET, WE NEVER SURRENDER, EXPECT US #OPLASTRESORT». Практически одновременно на YouTube был помещён ролик с фрагментами выступлений Аарона, интервью с его друзьями и единомышленниками.
Суицид Шварца вызвал оживлённые обсуждения роли государственного обвинения в его смерти. Так, его девушка Тарен Стинебрикнер-Кауфман считала, что ключевым элементом в судебном преследовании Шварца сыграла его политическая деятельность. Родственники программиста высказали мнение, что одним из мотивов суицида стало сильное давление со стороны следователей. Лоуренс Лессиг раскритиковал прокуроров за «издевательства» над активистом, а петиция об отставке ведущего прокурора Ортис собрала около 60 тысяч подписей. Помимо этого, WikiLeaks назвала Аарона Шварца союзником и возможным источником сайта, что могло стать возможной причиной давления федеральных властей на программиста.
3 августа 2013 года международная профессиональная организация Общество Интернета посмертно включила Аарона Шварца в Зал славы Интернета.
4 января 2022 года Марак Сквайрс (Marak Squires), автор популярных node.js пакетов colors и faker, насчитывающих 2.8 и 25 млн еженедельных загрузок, добавил в colors вывод в консоль текста «LIBERTY LIBERTY LIBERTY» и бесконечный цикл, удалил репозиторий библиотеки faker, а вместо содержимого файла README разместил вопрос «Что на самом деле случилось с Аароном Шварцем» («What really happened with Aaron Swartz?») чтобы привлечь внимание к переосмыслению обстоятельств смерти Аарона Шварца.

### Фильмы
В 2014 году был выпущен документальный фильм Интернет-мальчик: История Аарона Шварца, посвящённый жизни активиста. Сценаристом, режиссёром и продюсером фильма выступил Брайан Кнаппенбергер.
В октябре того же года на кинофестивале в Вудстоке состоялась презентация фильма Killswitch о контроле государства за интернетом, основываясь на истории жизней активистов Аарона Шварца и Эдварда Сноудена. В 2015 году конгрессмен Алан Грейсон инициировал показ фильма в Центре для посетителей Капитолия.
В декабре 2017 года стало известно, что HBO Films начали разрабатывать фильм «Think Aaron», основанный на событиях из жизни Шварца.

## Работы

### Спецификации
- Markdown — Шварц участвовал в разработке облегчённого языка разметки Markdown, а также разработал его переводчик — html2text[76].
- RDF/XML (W3C) — В 2001 году Шварц присоединился к рабочей группе RDFCore Консорциума Всемирной паутины, в рамках которой он разработал RFC 3870, Application/RDF+XML Media Type Registratio. В документе описан новый тип мультимедиа «RDF/XML», предназначенный для поддержки семантической паутины[77].

### Программное обеспечение
- SecureDrop[англ.] — В 2011—2012 годах Шварц совместно с Кевином Поулсеном и Джеймсом Доланом[англ.] создали и внедрили систему DeadDrop, позволяющую анонимным информаторам отправлять электронные документы, не опасаясь разглашения. В мае 2013 года первый экземпляр программного обеспечения был запущен «The New Yorker» под названием «Strongbox»[78][79].

- Tor2web — В 2008 году Шварц вместе с Вирджилом Гриффитом[англ.] принял участие в развитии проекта Tor2Web, который обеспечивал доступ к Tor без прямого подключения из браузера[32][80].

### Публикации
- Aaron Swartz, Hendler James. The Semantic Web: A network of content for the digital city (англ.) // Proceedings of the Second Annual Digital Cities Workshop. — Киото, 2001.
- Aaron Swartz. MusicBrainz: A Semantic Web service (англ.) // IEEE Intelligent Systems. — Киото, 2002. — Vol. 17, iss. 1. — P. 76—77. — doi:10.1109/5254.988466.
- John Gruber, Aaron Swartz. Markdown definition (англ.) // Daring Fireball. — 2004.
- Aaron Swartz. Guerilla Open Access Manifesto (англ.). — 2008.
- Aaron Swartz, James Hendler. Building programmable Web sites // Morgan & Claypool. — 2009. — ISBN 978-1-59829-920-5.
- Aaron Swartz. Synthesis Lectures on the Semantic Web: Theory and Technology (англ.) // Morgan & Claypool Publishers. — 2013. — Vol. 3, iss. 2. — P. 1—64.
- Aaron Swartz. Who Writes Wikipedia? (англ.). — 2006.